# Campionati del mondo di atletica leggera 2005 - Marcia 20 km maschile
La gara dei 20 km di marcia maschile dei Campionati del mondo di atletica leggera di Helsinki 2005 si è disputata nella giornata del 6 agosto.

## Podio
| Posizione | Atleta             | Paese   |
| --------- | ------------------ | ------- |
| Oro       | Jefferson Pérez    | Ecuador |
| Argento   | Paquillo Fernández | Spagna  |
| Bronzo    | Juan Manuel Molina | Spagna  |

## Risultati
1. Jefferson Pérez,  Ecuador 1h 18'35"
2. Paquillo Fernández,  Spagna 1h 19'36"
3. Juan Manuel Molina,  Spagna 1h 19'44"
4. André Höhne,  Germania 1h 20'00"
5. Hatem Ghoula,  Tunisia 1h 20'19"
6. Vladimir Stankin,  Russia 1h 20'25"
7. Benjamin Kuciński,  Polonia 1h 20'34"
8. Eder Sánchez,  Messico 1h 20'45"
9. Zhu Hongjun,  Cina 1h 21'01"
10. Luke Adams,  Australia 1h 21'43"
11. Andriy Yurin,  Ucraina 1h 22'15"
12. Luis Fernando López,  Colombia 1h 22'28"
13. Erik Tysse,  Norvegia 1h 22'45"
14. Lorenzo Civallero,  Italia 1h 22'52"
15. Sérgio Galdino,  Brasile 1h 23'03"
16. Shin Il-Yong,  Corea del Sud 1h 23'10"
17. Aigars Fadejevs,  Lettonia 1h 23'12"
18. Jared Tallent,  Australia 1h 23'42"
19. Silviu Casandra,  Romania 1h 23'46"
20. Andrei Talashko,  Bielorussia 1h 23'52"
21. Matej Tóth,  Slovacchia 1h 23'55"
22. José Ignacio Díaz,  Spagna 1h 24'00"
23. Takayuki Tanii,  Giappone 1h 24'17"
24. Kamil Kalka,  Polonia 1h 25'02"
25. Akihiro Sugimoto,  Giappone 1h 25'28"
26. Rafał Dyś,  Polonia 1h 26'35"
27. Edwin Centeno,  Perù 1h 26'45"
28. Liu Yunfeng,  Cina 1h 26'54"
29. Koichiro Morioka,  Giappone 1h 27'08"
30. John Nunn,  Stati Uniti 1h 27'10"
31. Timothy Seaman,  Stati Uniti 1h 29'58"
32. Bengt Bengtsson,  Svezia 1h 30'10" 
  - Ivano Brugnetti,  Italia dnf
  - Viktor Burayev,  Russia dnf
  - João Vieira,  Portogallo dnf
  - Ilya Markov,  Russia dq
  - Bernardo Segura,  Messico dq
  - Ivan Trotski,  Bielorussia dq
  - Yu Chaohong,  Cina dq
  - Cristian Berdeja,  Messico dq
  - Robert Heffernan,  Irlanda dq
  - Walter Sandoval,  El Salvador dq
  - Rolando Saquipay,  Ecuador dq